# Spinus pinus
Il lucherino delle pinete (Spinus pinus (Wilson, 1810)) è un uccello passeriforme della famiglia Fringillidae.

## Etimologia
Il nome scientifico della specie, pinus, deriva dal latino pinus, indicante i pini che rappresentano l'habitat di questi uccelli: il loro nome comune altro non è che una traduzione di quello scientifico.

## Descrizione

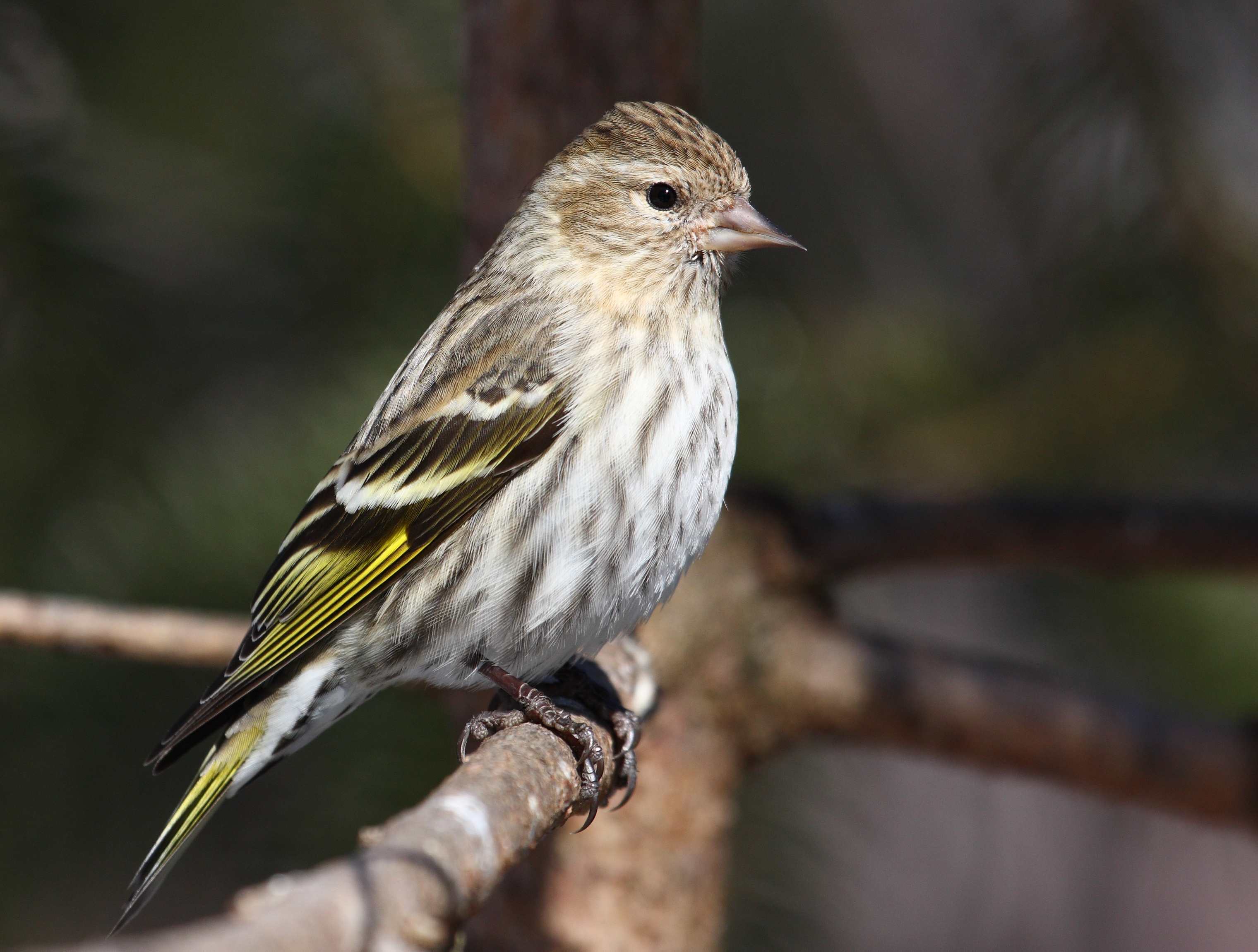
Maschio nel Québec.

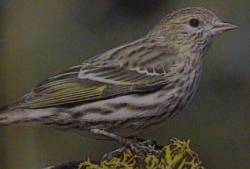
Femmina a Isle Royale.

### Dimensioni
Misura 11–13 cm di lunghezza, per un peso di 11-18 g di peso.

### Aspetto
Si tratta di uccelletti dall'aspetto massiccio, muniti di testa squadrata, becco conico e piuttosto sottile, ali appuntite e coda dalla punta lievemente forcuta.
La livrea è molto sobria e piuttosto simile fra i due sessi. Gola, petto, ventre e fianchi sono di colore bianco-grigiastro, con screziature brune dovute alla presenza di una banda di questo colore sulle singole penne, mentre il sottocoda è di colore bianco puro: fronte, sopracciglio, guance e codione sono di colore bruno, mentre testa e dorso sono grigi screziati di bruno-nerastro. Ali e coda sono nere, con specchi bianchi sulle copritrici e gialli sulle remiganti e le rettrici.

Il dimorfismo sessuale è appena percettibile, con le femmine quasi completamente prive di giallo alare e caudale e di bruno cefalico: in ambedue i sessi il becco è di colore grigio-nerastro, più chiaro alla base, le zampe sono di colore carnicino-nerastro e gli occhi sono di colore bruno scuro.

## Biologia

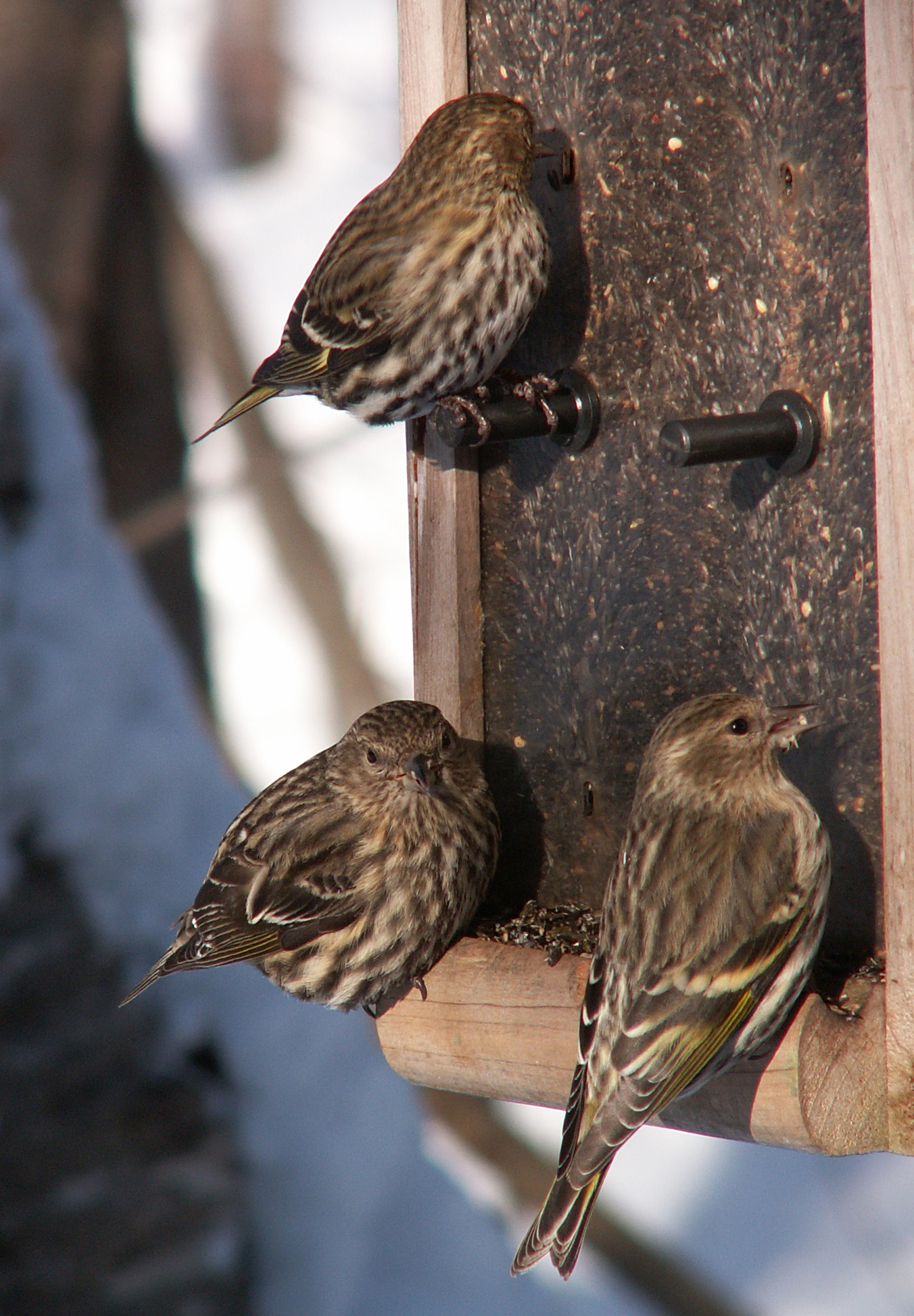
Gruppo di lucherini dei pini a una mangiatoia in Québec.

Si tratta di uccelletti vispi e vivaci, che all'infuori della stagione riproduttiva si riuniscono in stormi anche consistenti, spesso in associazioni con altre specie affini (come i lucherini d'America e gli organetti): questi uccelli passano la maggior parte della giornata alla ricerca di cibo fra i rami o i cespugli, tenendosi in contatto mediante richiami cinguettanti.

### Alimentazione

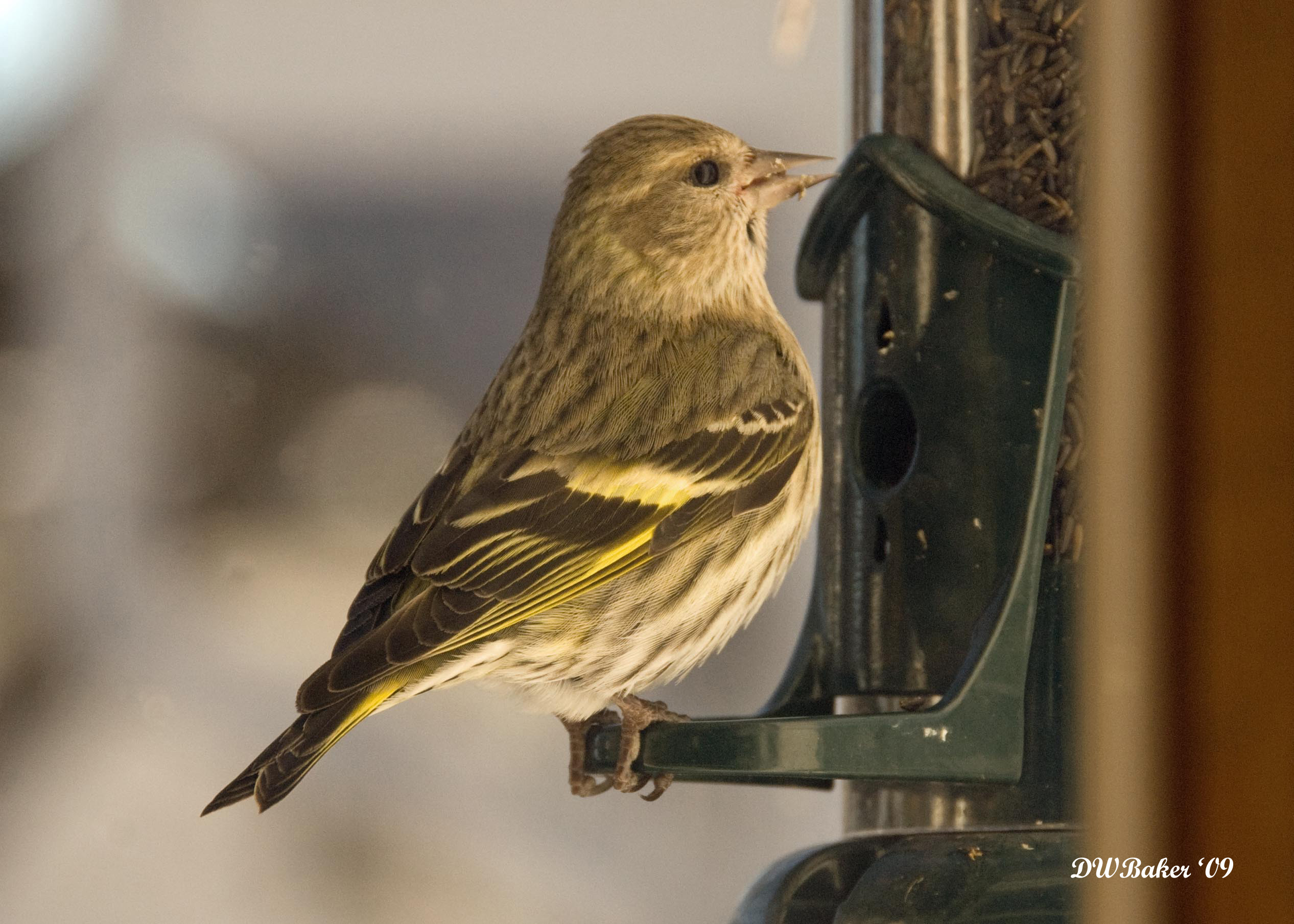
Maschio si nutre da una mangiatoia.

Il lucherino delle pinete è un uccello granivoro, la cui dieta si compone perlopiù di piccoli semi, come quelli di cardo, tarassaco, centocchio, ambrosia, betulla e ontano, oltre che di pinoli di varie specie di conifere (soprattutto pecci), dei quali (come del resto tutti i lucherini) sono molto ghiotti: questi uccellini si nutrono anche di germogli e foglioline di piante erbacee ed arboree, bacche e, soprattutto durante il periodo riproduttivo (quando il fabbisogno energetico di questi animali risulta accresciuto) di insetti (in particolar modo afidi) ed altri piccoli invertebrati.
Molti adattamenti del lucherino delle pinete sono volti alla sopravvivenza in climi freddi: questi uccelli possiedono infatti un tasso metabolico di circa il 40% maggiore rispetto ad altre specie affini di taglia simile, al fine di sviluppare calore durante gli inverni rigidi, oltre a tendere ad accumulare il grasso corporeo in misura molto maggiore (circa una volta e mezzo) rispetto a quanto riscontrabile nelle specie congeneri, e a poter accumulare nel ventriglio una quantità di cibo pari a circa il 10% del peso corporeo, da conservare per i periodi più duri.

### Riproduzione
Si tratta di uccelli monogami, la cui stagione riproduttiva comincia verso la fine di febbraio e termina in settembre: durante questo periodo possono essere portate avanti (a seconda della disponibilità di cibo) anche due covate, con la seconda cova che generalmente viene espletata molto più a nord rispetto alla prima.
Il nido, a forma di coppa, viene edificato dalla sola femmina sulla parte distale di un ramo di conifera: la sua parte esterna è costituita da materiale vegetale fibroso, mentre la parte interna è abbondantemente foderata di materiale soffice (licheni, pelo e piumino) per essere isolata termicamente. Al suo interno, la femmina depone 3-6 uova azzurrine conrade maculature brune, che cova da sola (talvolta non alzandosi mai dalle uova, per non farle raffreddare) per circa due settimane, mentre il maschio staziona di guardia nei pressi del nido e si occupa di reperire il cibo per sé e per la compagna. I pulli, ciechi e implumi alla schiusa, vengono accuditi ed imbeccati abbondantemente da ambedue i genitori con semi ed insetti rigurgitati: in tal modo, essi sono in grado d'involarsi attorno alle due settimane di vita, tuttavia essi tendono a stazionare nei pressi del nido (chiedendo sempre più sporadicamente l'imbeccata ai genitori) ancora per tre settimane circa prima di allontanarsene definitivamente ed in seguito disperdersi.
La specie subisce parassitismo di cova da parte del molotro nero.

## Distribuzione e habitat

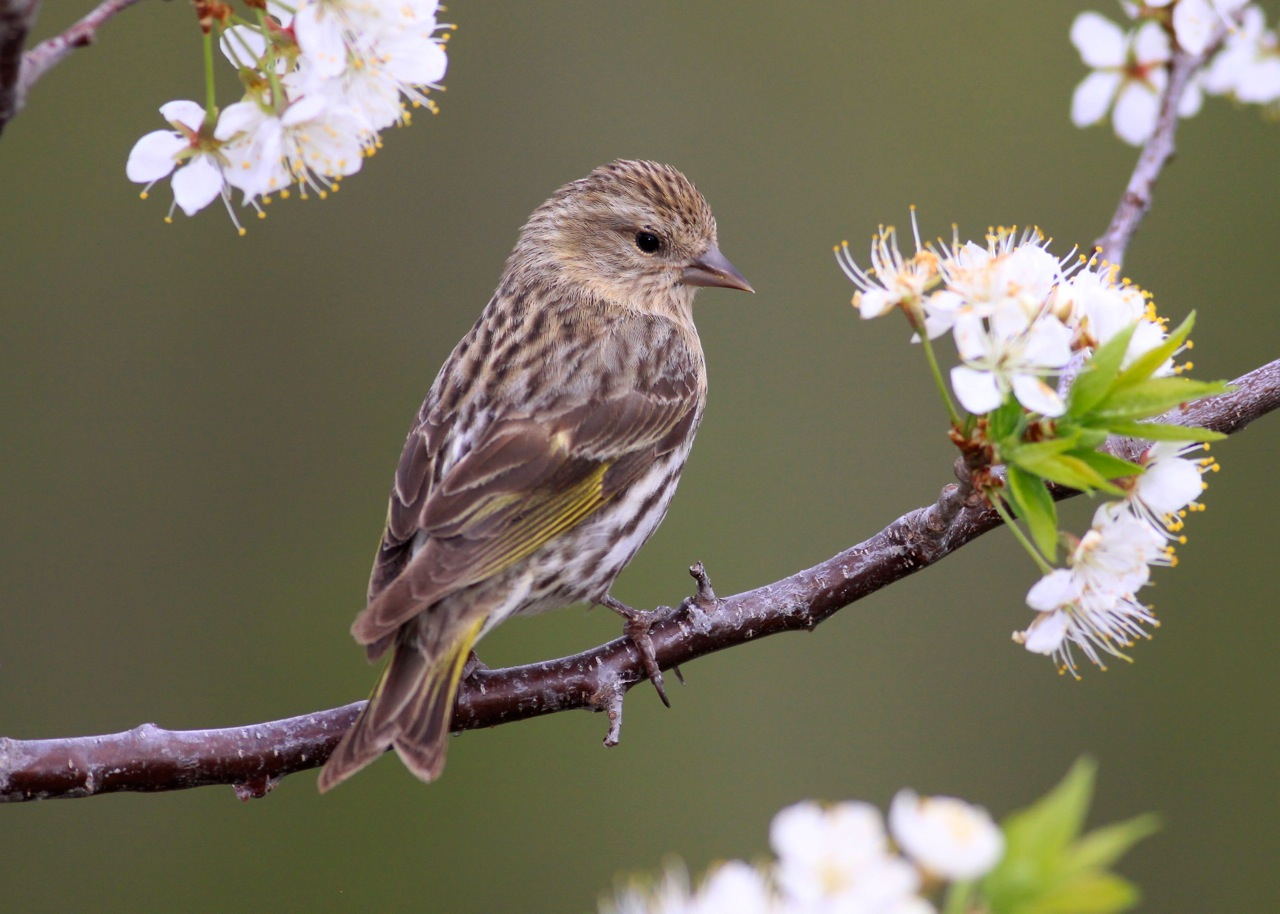
Maschio nell'Alberta.

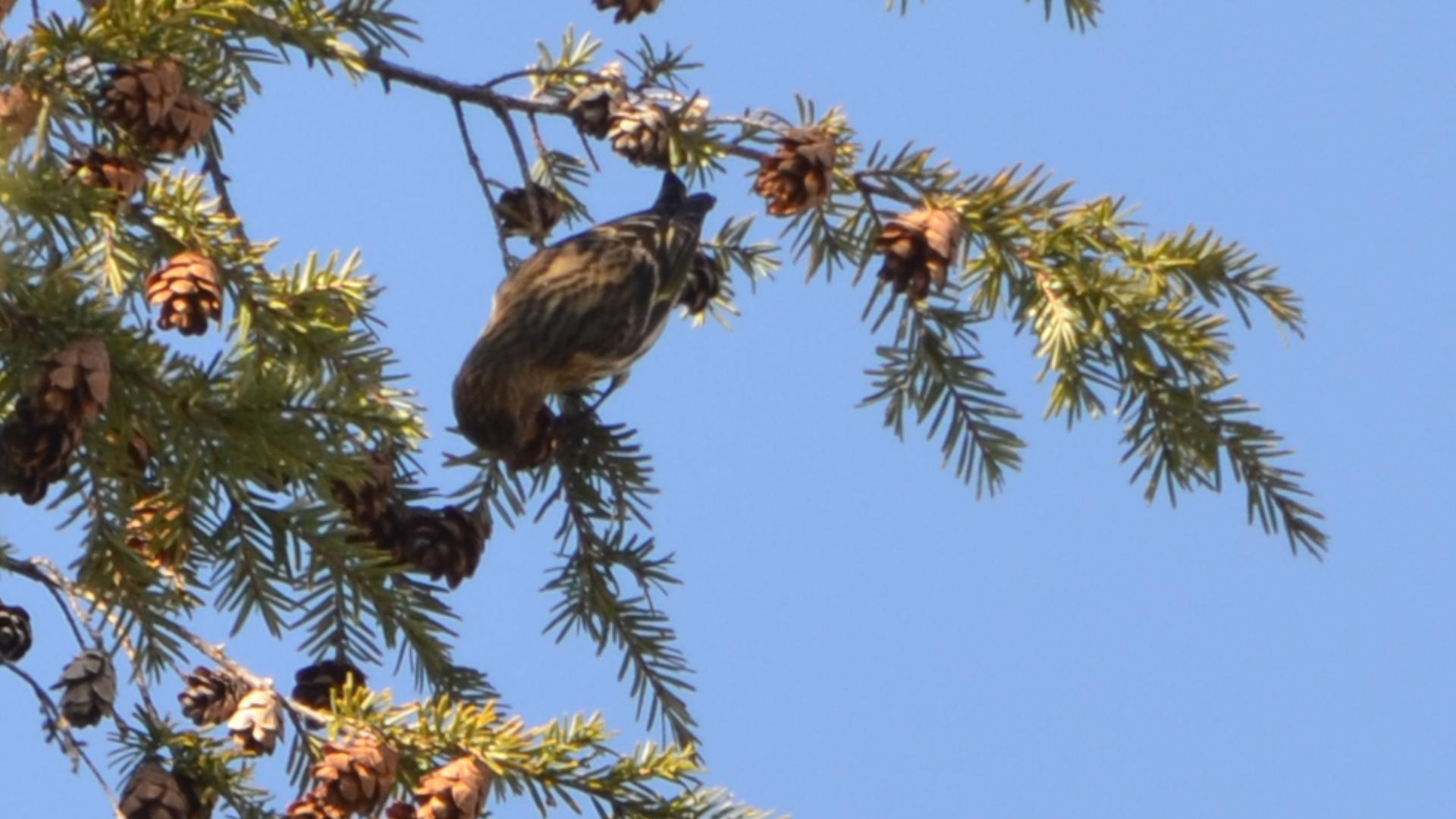
Esemplare si nutre a Saint Louis.

Il lucherino delle pinete è un uccelletto tipicamente nordamericano, residente nel New England, lungo la costa meridionale della penisola del Labrador, a Terranova, lungo gra parte della costa pacifica (dalla Catena dell'Alaska alla catena Costiera), lungo le Montagne Rocciose, nel Gran Bacino Artesiano e lungo la Sierra Madre Occidentale. Questi uccelli sono tuttavia molto mobili, spostandosi stagionalmente in gruppi anche molto consistenti che seguono pattern irregolari (similmente a quanto osservabile nel loro corrispettivo europeo, il lucherino comune), verosimilmente legati all'abbondanza di cibo: in tal modo, durante l'estate il lucherino delle pinete migra a nord per riprodursi raggiungendo lo Yukon, il Saskatchewan ed il Labrador, mentre durante la stagione fredda scende nelle Grandi Pianure sino al Golfo del Messico e al nord-est della Florida.
L'habitat di questi uccelli, come intuibile dal nome comune, è rappresentato dalle pinete submontane e montane a prevalenza di peccio, tollerando anche le aree miste a conifere e latifoglie o il chaparral e colonizzando anche le aree antropizzate, traendo vantaggio dalle conifere piantate a scopo ornamentale.

## Tassonomia
Se ne riconoscono tre sottospecie:

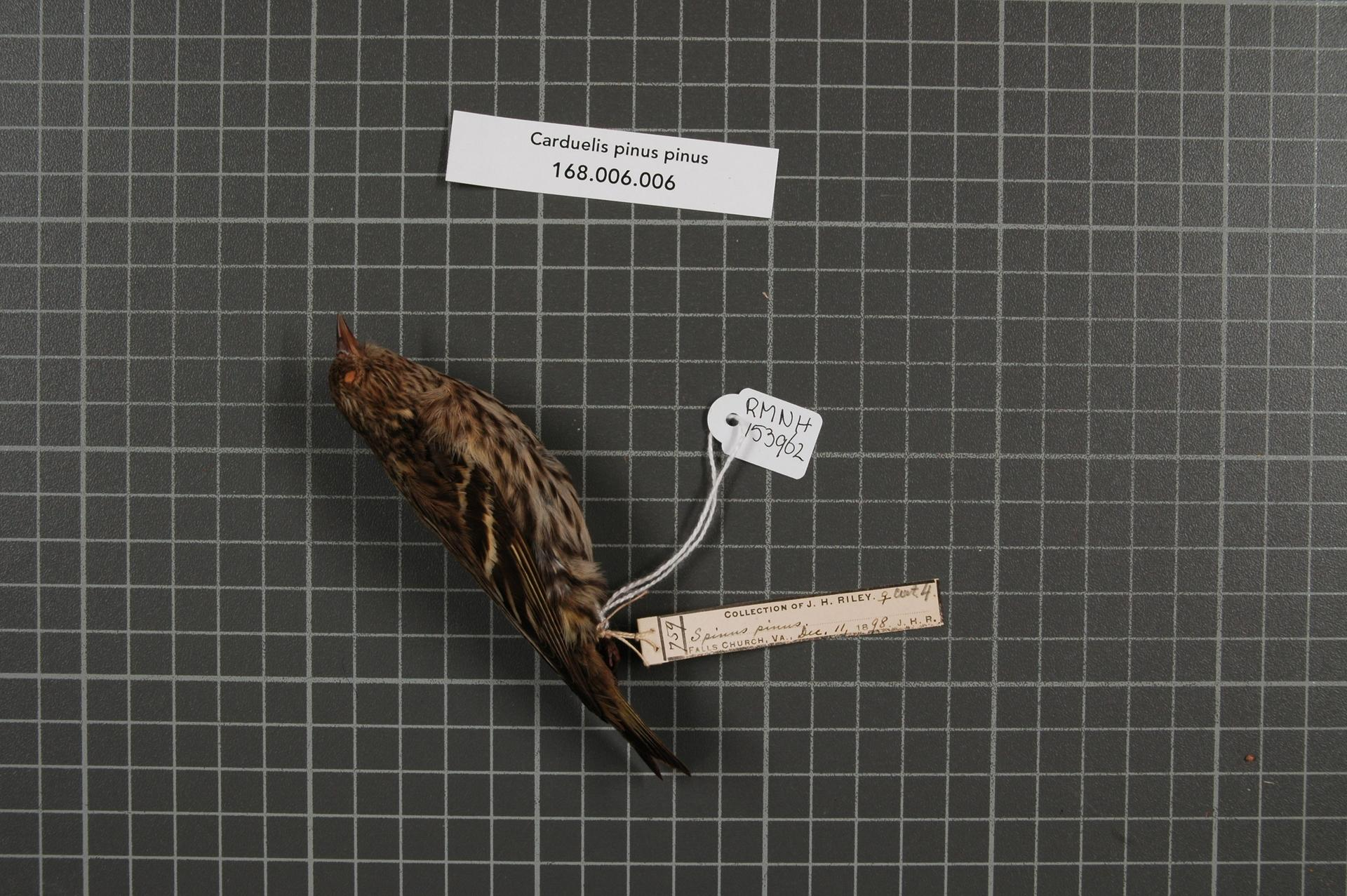
Maschio impagliato della sottospecie nominale.

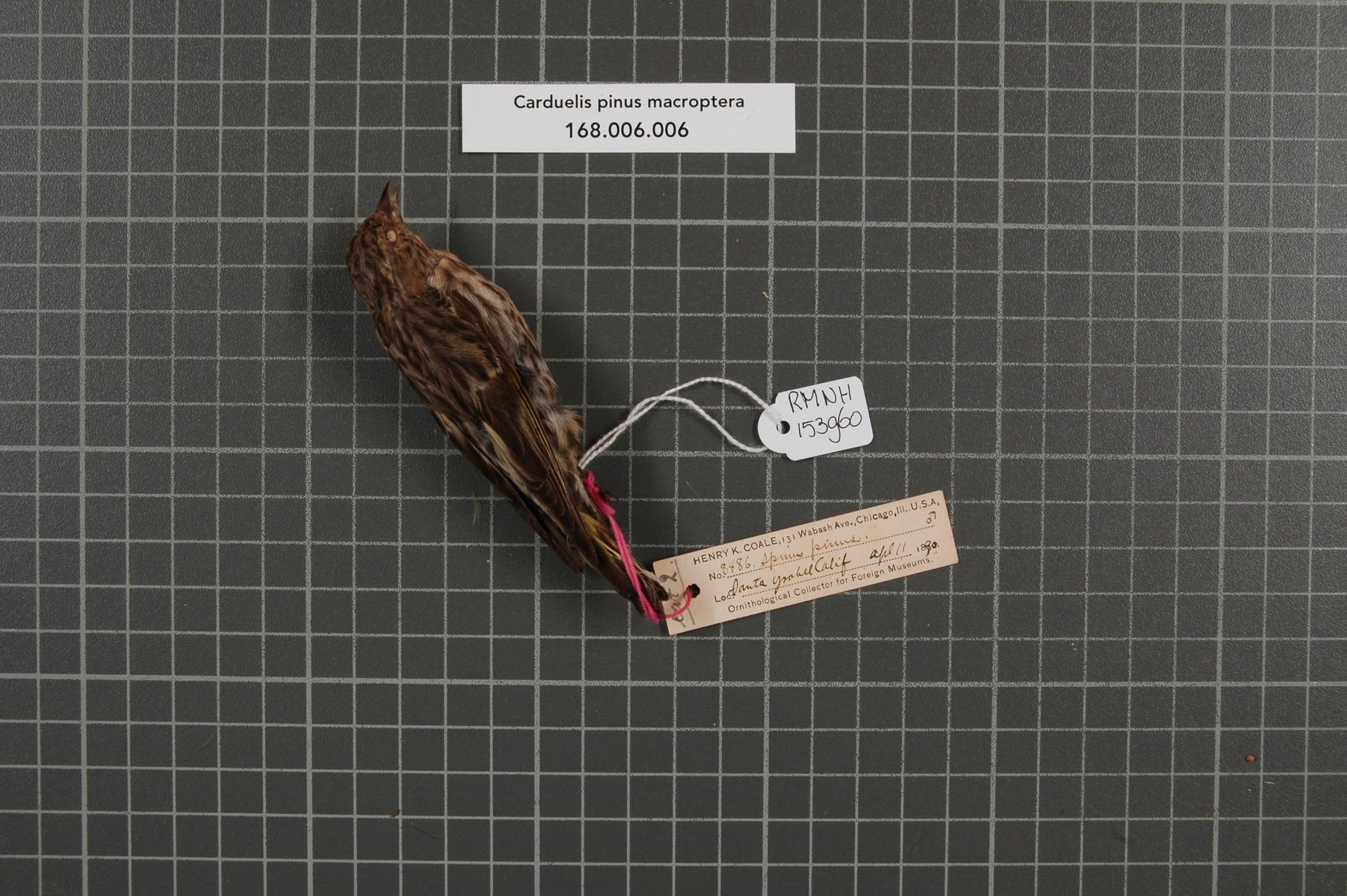
Maschio impagliato della sottospecie macropterus.

- Spinus pinus pinus (Wilson, 1810) - la sottospecie nominale, diffusa in tutta la porzione settentrionale dell'areale occupato dalla specie, in Canada, Stati Uniti e Messico centro-orientale;
- Spinus pinus macropterus (Bonaparte, 1850) - diffusa dalla Baja California allo stato di Veracruz;
- Spinus pinus perplexus van Rossem, 1938 - diffuso nel Chiapas e nel Guatemala occidentale;

La sottospecie perplexus appare piuttosto distante dalle altre due, rispetto alle quali presenta areale disgiunto: essa vive in simpatria con il lucherino del Guatemala, col quale si ibrida facilmente. Sebbene alcuni tendano a considerare S. p. perplexus una sottospecie proprio di S. atriceps, gli studi più recenti sembrerebbero suggerire che questi uccelli potrebbero addirittura rappresentare una specie a sé stante, Spinus perplexus, distinta dalle altre due.